# Peter Cederberg
Peter Cederberg, född Brandberg 1644 i Falun, död 2 juli 1702, var en svensk brukspatron, jurist och ämbetsman.

## Biografi
Cederberg var äldre bror till Anders Brandberg, född 1647, och studerade bland annat juridik vid Uppsala universitet samt var auskultant vid Svea hovrätt.
Peter Cederberg blev legationssekreterare på Svenska ambassaden i Polen 1674. Han blev därefter brukspatron på Norns bruk, som han hade köpt av sin mor, under perioden 1682–1702. Cederberg var även brukspatron för det i dag världsarvsklassade Engelsbergs bruk. Vidare blev han i april 1689 överauditör.
Adlad år 1684 av Karl XI med namnet Cederberg. Den adliga ätten Cederberg introducerades på Riddarhuset i Stockholm, nr 1063. Peter Cederberg begravdes år 1702 i Hedemora kyrka.
Dottern Alleta Maria Cederberg var gift med Lorentz Niklas Söderhielm.